# Carteriospongia sweeti
Carteriospongia sweeti är en svampdjursart som först beskrevs av James Barrie Kirkpatrick 1900.  Carteriospongia sweeti ingår i släktet Carteriospongia och familjen Thorectidae. Inga underarter finns listade i Catalogue of Life.